# Dubmatix
Dubmatix, de son vrai nom Jesse King est un musicien et producteur canadien de reggae, dub. Dubmatix sort un premier album Champion Sound Clash en 2004. Il connaît un grand succès au Canada.
Son talent est très vite remarqué aussi bien par ses productions que par ses nombreuses collaborations avec des grands noms du reggae.
Les albums, System Shakedown et Rebel Massive ont par exemple été reconnus par les critiques.
Devenu un artiste présent sur la scène internationale, il collabore avec le Easy Star All-Stars et assure la sonorisation et gère les effets sur la tournée "Dub Side Of The Moon".
Depuis 2012, Dubmatix est de plus en plus présent en Europe autant sur des festivals que dans de toutes petites salles, et principalement en France qu'il honore avec son dernier album "The French Sessions" en 2015.